# Бульдоги

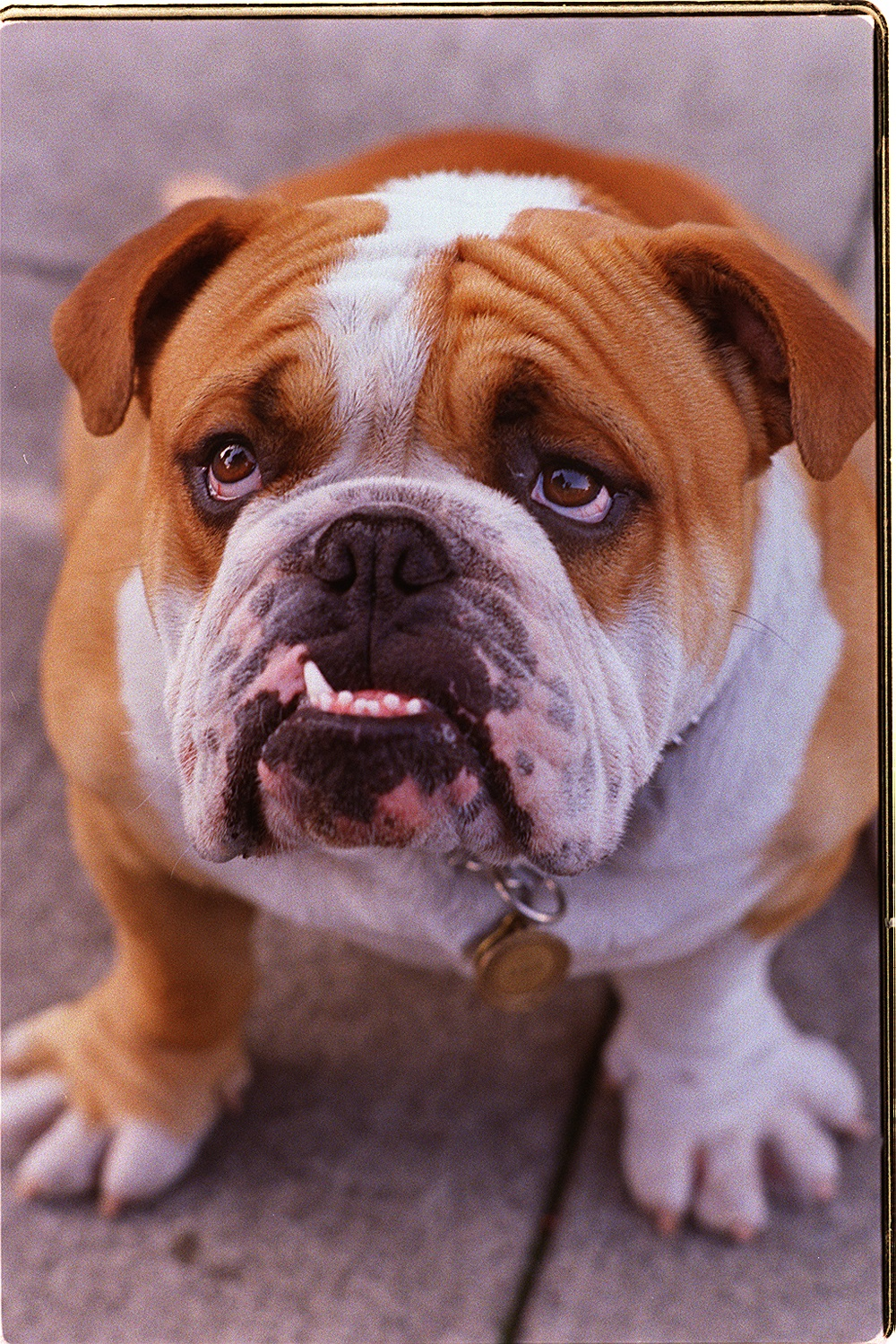
Английский бульдог

Бульдоги (англ. bulldog, дословно — «бычья собака») — тип собак, принадлежащих к группе молоссы по классификации Международной кинологической федерации.

## Происхождение

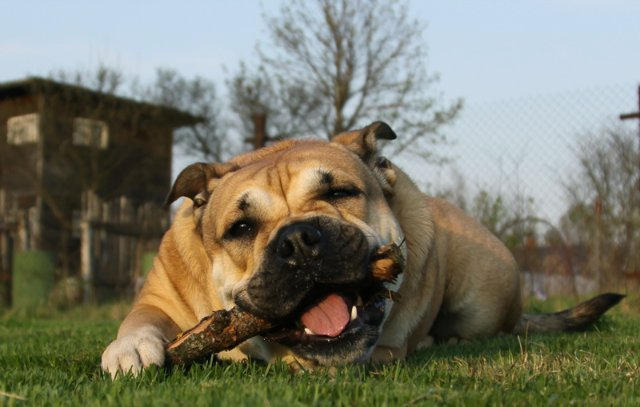
Ка де бо

Бульдоги появились в Англии как специализированные собаки, предназначенные для травли быков — буль-бейтинга, варианта популярного с древних времён развлечения, наряду с травлей медведя, петушиными боями и т. п.

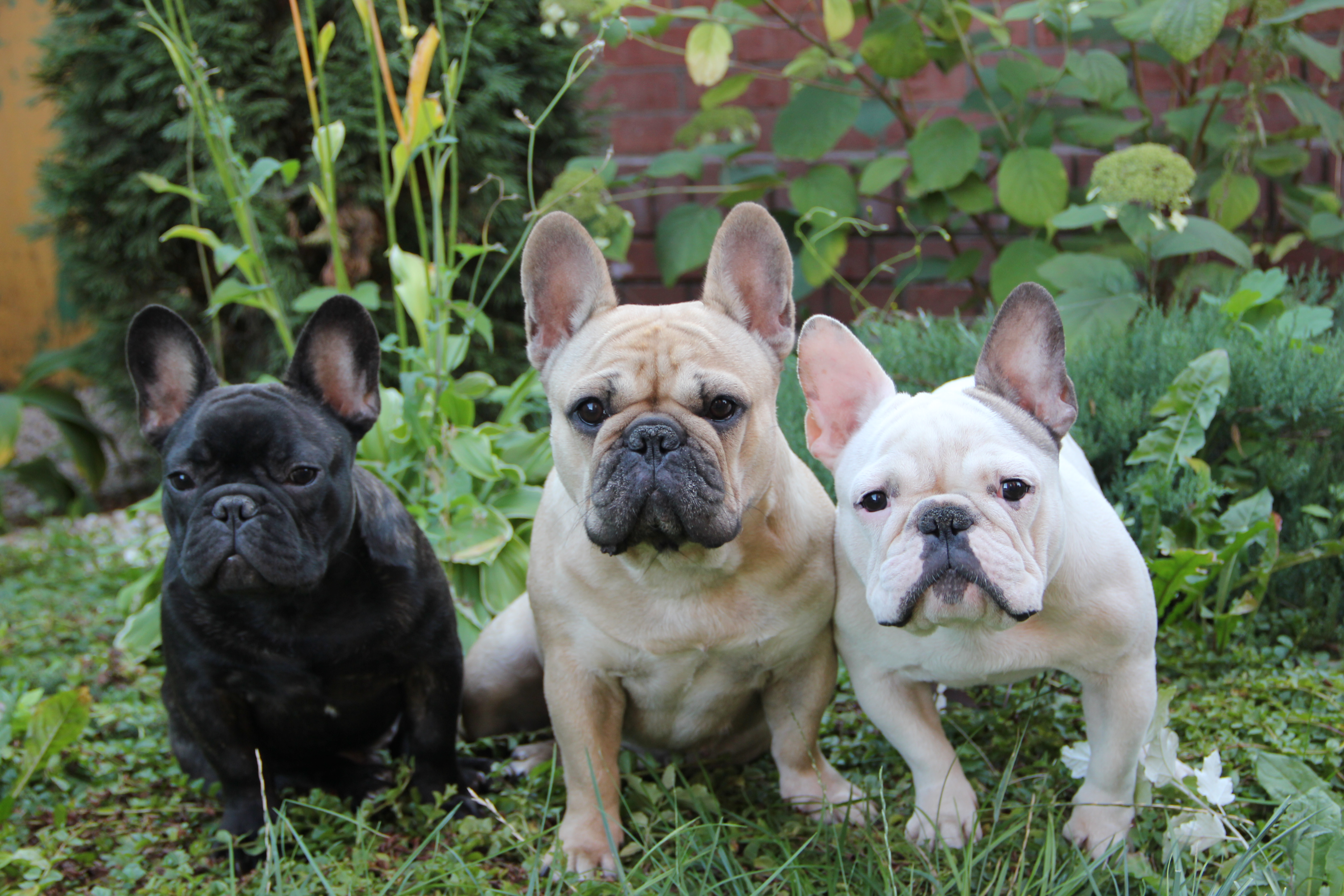
Французские бульдоги

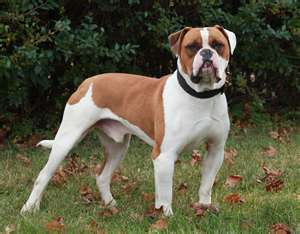
Американский бульдог

Прародителем всех бульдогов считается староанглийский бульдог, ныне вымершая порода.

## Общие характеристики
Бульдоги — брахицефалы, отличаются укороченной мордой и особым строением челюсти: очень широкая пасть и изогнутая нижняя челюсть позволяют собаке схватить быка за нос и удерживать его продолжительное время мёртвой (бульдожьей) хваткой. Считается, что мёртвая хватка обусловлена судорогой челюстных мышц, свойственной собакам с определёнными чертами психики в состоянии возбуждения. Строением челюсти бульдога обусловлена прочность и сила захвата. Все бульдоги чрезвычайно смелы и упорны.
В современных условиях, когда кровавый спорт почти повсеместно запрещён законодательно, бульдоги используются как собаки-компаньоны, реже в качестве охотничьих собак.

## Галерея
| - Фото старого английского бульдога 1863 года - Фото старого английского бульдога 1863 года - Бык и бульдог, гравюра Фрэнсиса Барлоу, ок. XVII века - Травля быка с собаками, XIX век - Испанские собаки алано, сцена боя быков Гойи, ок. 1815 год - Испанские собаки алано, сцена боя быков, ок. 1795 год - Изображение старого английского бульдога 1859 года |

## Породы бульдогов
- Алано
- Алапахский бульдог
- Американский бульдог
- Английский бульдог
- Бульдог Кампейро
- Бульдог Катахулы
- Ка-де-бо
- Континентальный бульдог
- Староанглийский бульдог
  - Староанглийский бульдог (заново созданный)
- Французский бульдог